# Rātana-Bewegung

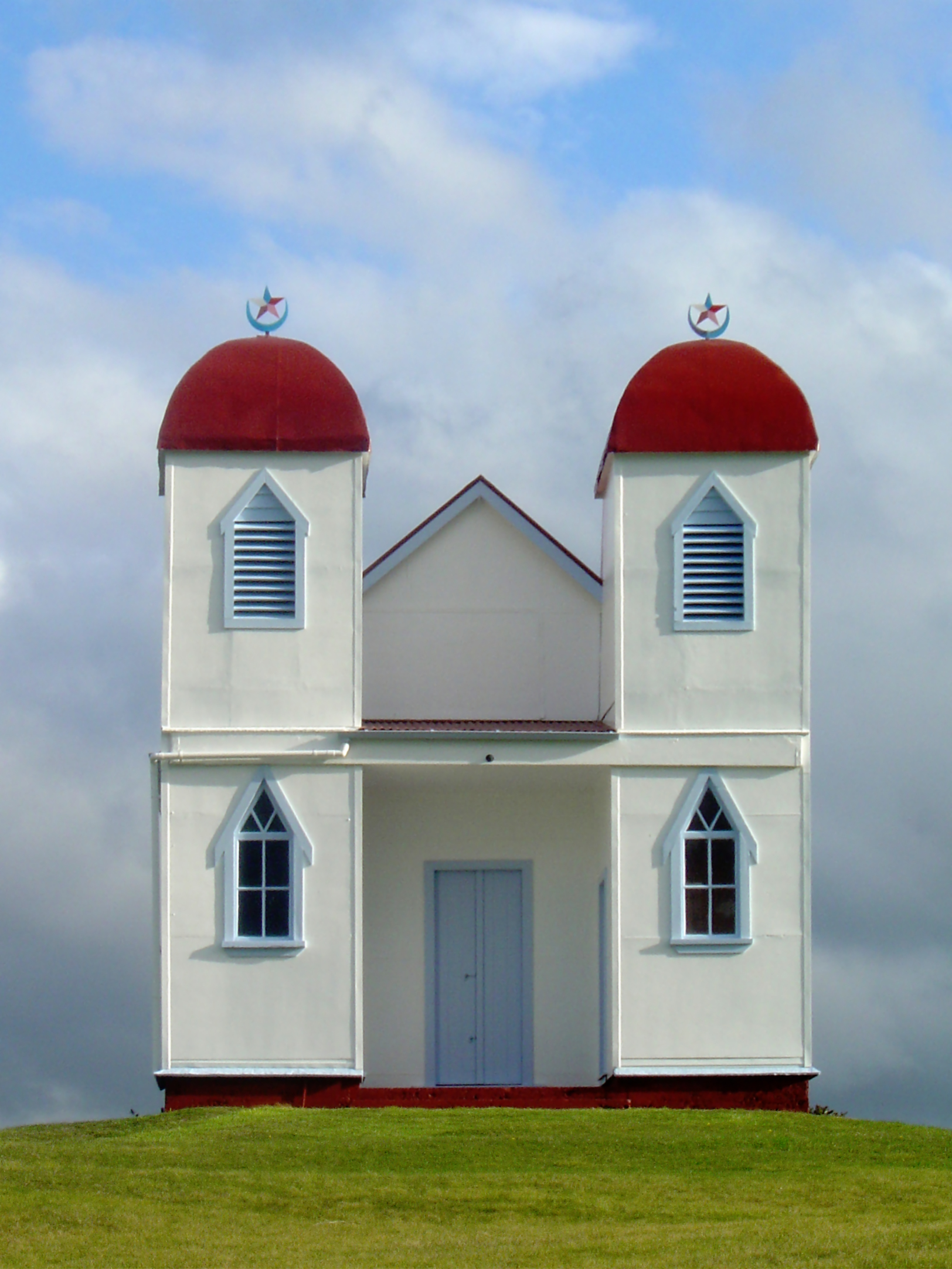
Rātana-Kirche bei Raetihi

Als Rātana-Bewegung wird eine synkretistisch-religiöse und politische Bewegung bezeichnet, die von Tahupōtiki Wiremu Rātana (1873–1939) Anfang des 20. Jahrhunderts in Neuseeland gegründet wurde. Der Hauptsitz der Rātana-Kirche befindet sich im kleinen Ort Rātana nahe Wanganui.

## Ausgangslage der Māori
Die Lage der Māori während der ersten Jahrzehnte des 20. Jahrhunderts war sehr schlecht. Als Folge der zahlreichen Kriege wurde die Zahl der Māori sehr dezimiert. Seit der Mitte des 19. Jahrhunderts verloren sie sukzessive den Zusammenhalt unter den Stämmen, ihre ursprünglichen Ländereien, ihre traditionellen Bräuche und Religionen sowie ihr Mana. Auf der einen Seite nahmen viele Māori das Christentum mit seinen Geboten und Vorstellungen an. Doch auf der anderen Seite hatten sie ein äußerst gespaltenes Verhältnis zu den Missionaren, die diese neue Lehre verbreiteten. Diese handelten nämlich selbst nicht immer "christlich", sondern "paktierten" mit der weißen Regierung. Geistliche wurden sogar beschuldigt, als Beauftragte der Regierung die Unterdrückung der Māori zu fördern. Seit den 1860er-Jahren begannen verschiedene Māori-Prediger, die Bibel so zu interpretieren, dass sie auch den Māori zugänglich wurde.

## Die Rātana-Kirche
Die erste Säule der Rātana-Bewegung bildet die Religion (Te Reo Māori: Ture Wairua). Tahupōtiki Wiremu Rātana hatte im Jahr 1918 eine – seiner Meinung nach gottgegebene – Vision, in der er von Gott aufgefordert wurde, den Māori das Evangelium näher zu bringen, die Macht der Tohunga (z. B. der Heiler) zu zerstören sowie Körper und Geist seiner Menschen zu heilen. Dennoch enthält die Rātana-Religion viele Elemente der traditionellen Māori-Religion; eine entscheidende Ursache für die Beliebtheit unter den Eingeborenen. Bis 1924 predigte Rātana vor immer mehr Zuhörern und bezeichnete sich selbst als „Māori Miracle Man“ (deutsch: Wundermann der Māori). Zu Beginn wurde diese Bewegung als christliche Erweckungsbewegung angesehen, aber bald bewegte sie sich weg von den damals bestehenden Kirchen. Am 31. Mai 1925 schließlich wurde die Te Haahi Rātana-Kirche offiziell gegründet und sein Gründer als Te Mangai oder „Sprachrohr Gottes“ bestätigt.

## Die weltliche Bewegung

### Ursprünge
Die zweite Säule der Rātana-Bewegung bilden die weltlichen Aktivitäten (Te Reo Māori: Ture Tangata). Nachdem ab 1924 ein eigens gebildetes Kirchenkomitee für alle religiösen Bereiche der Rātana-Kirche zuständig war, konnte sich Tahupōtiki Wiremu Rātana von den kirchlichen Belangen ab- und sich den weltlichen Problemen seiner Anhänger (Te Reo Māori: morehu) zuwenden. Gleich im Jahr 1924 startete Rātana zusammen mit anderen Māori eine Reise nach Europa um bei König Georg V. sowie beim Völkerbund eine Petition einzureichen, um die Beschlagnahme von Land und andere Unrechtmäßigkeiten in Bezug auf den Treaty of Waitangi durch die weißen Siedler und die Regierung wieder rückgängig zu machen. Diese Reise war genauso erfolglos wie weitere in die Vereinigten Staaten, nach Kanada sowie nach Japan. Diese Vorhaben waren in Neuseeland sehr umstritten.
Mit der Fertigstellung des Te Temepara Tapu o Ihoa, eines Kirchengebäudes, im Jahr 1928 erklärte Rātana seine religiöse Arbeit endgültig für beendet. Rātana wollte bereits ab 1923 die Politik in Neuseeland mitbestimmen. Er bezeichnete die vier für Māori reservierten Plätze im Parlament als „Viertel seines Körpers“. Sein ältester Sohn trat erfolglos als Vertreter der Western Māori an. Nun setzte sich Rātana zielstrebig dafür ein, die Māori-Sitze für seine Bewegung zu gewinnen. In den Parlamentswahlen von 1928 und 1931 scheiterte er mit seinem Ziel, konnte aber 1935 zwei Sitze (Western Māori und Southern Māori) erringen.

### Politische Ziele
Allgemein stellte die Rātana-Partei die erste politische Vereinigung in der Geschichte des Landes dar, die zum größten Teil aus Māori besteht. Sie setzte sich vor allem für eine gesetzlich festgeschriebene Anerkennung des Treaty of Waitangi, die Rückgabe von Ländereien sowie die soziale Gleichstellung von Māori und Pākehā ein.

### Allianz mit der Labour Party
Als nach der Wahl im Jahr 1935 die New Zealand Labour Party unter Michael Joseph Savage das erste Mal die Regierung bildete, einigten sich die beiden Rātana-Abgeordneten darauf, eine Allianz mit der Arbeiterpartei einzugehen. Diese wurde offiziell besiegelt, als die beiden Abgeordneten dem Premierminister Savage vier symbolische Geschenke überreichten: Eine Kartoffel, eine kaputte goldene Uhr, ein aus Greenstone (Te Reo Māori: Pounamu; eine Art Jade, genauer ein Nephrit) bestehendes Hei-tiki sowie die Feder eines Huia. Die Kartoffel sollte den Verlust von Ländereien der Māori symbolisieren, die Uhr die gebrochenen Versprechen, das Hei-tiki (eine Art Halskette) das Mana der Māori. Falls Savage diese drei Dinge wiederherstellen könne, würde er mit Recht die Huia-Feder tragen dürfen, die seinen hohen Status symbolisiere. Diese Übergabe wurde als so wegweisend beurteilt, dass die Dinge Savage bei seiner Beerdigung 1940 mit ins Grab gelegt wurden.
In den folgenden Jahren wurden auch noch die Sitze für die Northern und Eastern Māori gewonnen und zum Teil bis zur Reform des Wahlsystems im Jahr 1996 gehalten.

### Einfluss auf die neuseeländische Politik
In den Parlamenten von 1946 bis 1948 und von 1957 bis 1960 waren die Rātana-Abgeordneten ausschlaggebend für die Regierungsbildung. Obwohl nicht alle Māori-Abgeordneten der Labour Party Mitglieder der Rātana-Kirche waren, erlaubte die Allianz mit Rātana der Labour Party den Anspruch auf alle vier Māori-Sitze von den 1940er-Jahren bis 1996 zu erheben. Seit diesem Zeitpunkt hat die Labour Party keine „Herrschaft“ mehr über die Rātana-Abgeordneten, trotzdem spielt die Bewegung immer noch eine wichtige Rolle in der neuseeländischen Politik. Alle Abgeordneten und Minister der Labour Party besuchen regelmäßig die jährlich stattfindenden Feierlichkeiten zum Geburtstag von Tahupōtiki Wiremu Rātana. 2006 erschienen auch die beiden Co-Vorsitzende der Māori Party Tariana Turia und Pita Sharples, Don Brash als Vorsitzender der New Zealand National Party sowie Winston Peters als Vorsitzender von New Zealand First.